# A Manhattan terv idővonala
A Manhattan terv (vagy Manhattan projekt) egy kutatás-fejlesztési művelet volt az Egyesült Államokban, amely egy atombomba létrehozását célozta a világon elsőként, a második világháború ideje alatt 1942-1946 között. Az amerikai erőfeszítésben partnerek voltak az Egyesült Királyság és Kanada is. A projekt katonai műveletként futott végig és onnan kapta a nevét, hogy a célra felállított parancsnokság első főhadiszállása a New York-beli Manhattanban volt, és bár volt neki hivatalos fedőneve is, a korszak névadási szokásainak megfelelően a központi székhelyet használták munkanévként, amely aztán széles körben elterjedt. Rövid ideig James Marshall ezredes, majd 1942–1946 között Leslie Groves tábornok volt a projekt vezetője, parancsnoka, majd a projekt tudományos részéhez Robert Oppenheimert választották civil igazgatóként.
A projekt különböző helyszíneken folyt és a tevékenység zömét a hasa anyagok előállítása jelentette, amelyre a tennessee-i Oak Ridge-ben és a washingtonbeli Hanfordban hoztak létre óriási gyártókapacitásokat, amelyekben az uránércből végül dúsított urán (U-235) vagy plutónium képződött, amely hasadó anyagok szolgáltak a bombák hatóanyagául. Emellett Los Alamosban folyt az elméleti munka, amely egyrészt véglegesítette az atommaghasadás jelenségével kapcsolatos kutatásokat, és kimódolta azokat a lehetőségeket, amelyekkel a jelenség fegyverré alakítható. Az elméleti kutatások mellett a bomba megvalósíthatóságának lehetőségeit is kitalálták, és így végül kétfajta fegyver, egy ún. ágyúcső kialakítású uránbomba és egy implóziós rendszerű plutóniumbomba született.
A következőkben egy idővonalat láthatunk a Manhattan tervvel kapcsolatban. Ebben jó néhány olyan eseményt is felsorolunk, amely a Manhattan terv hivatalos életre hívása előtti esemény volt, vagy néhány olyat is, amely a végeredmény jelentő hirosimai és nagaszaki atombombázás utáni.

## 1939

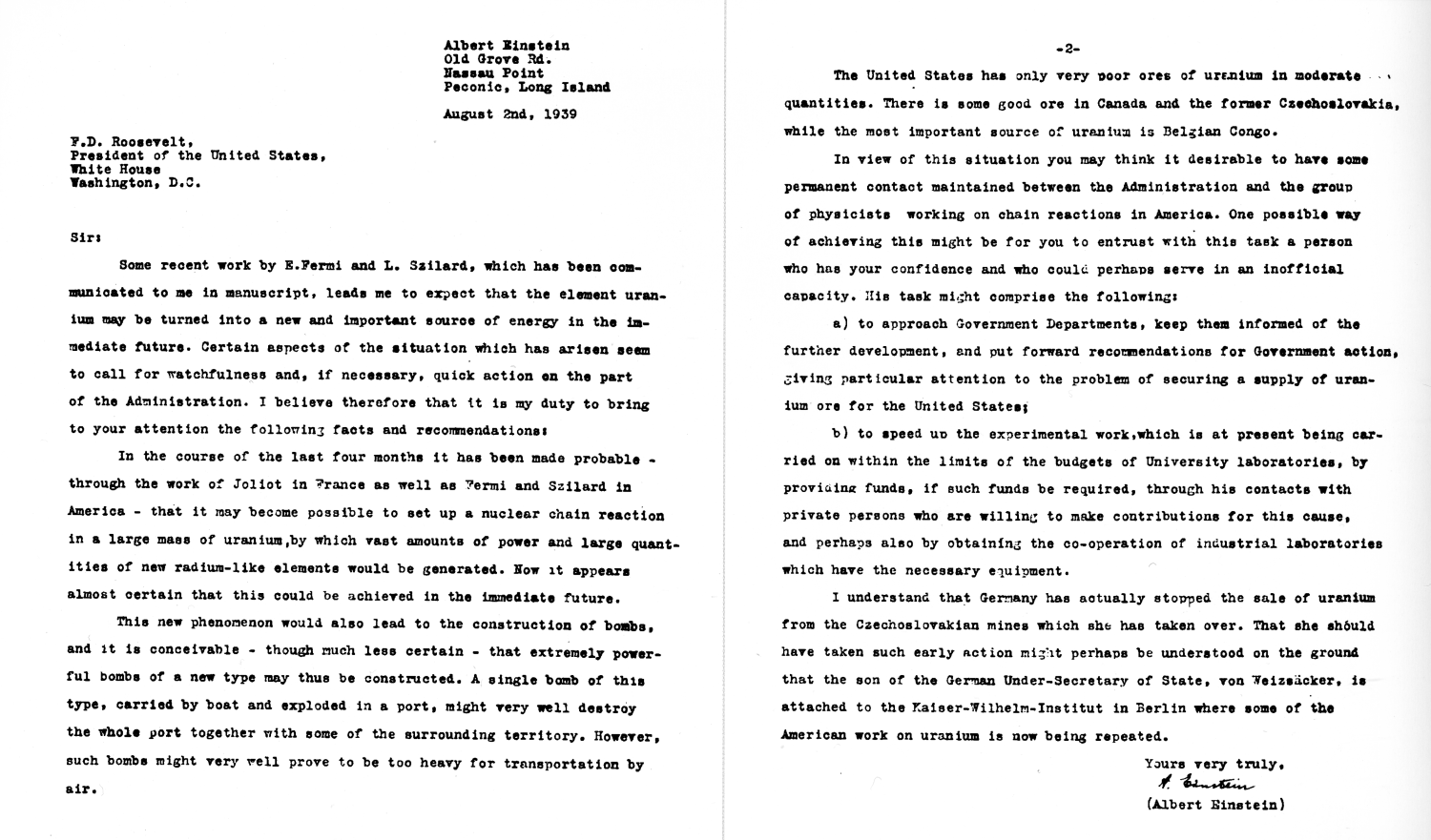
Az Einstein–Szilárd-levél

- augusztus 2.: Albert Einstein és Szilárd Leó megír egy levelet (az Einstein-Szilárd levelet) Franklin D. Roosevelt elnökhöz, amelyben emlékeztették az elnököt egy minden korábbinál nagyobb pusztítóerejű fegyver kifejlesztésének lehetőségére, illetve figyelmeztették, hogy a náci Németországban is folyhatnak erre irányuló kísérletek[1]
- szeptember 1.: Németország megtámadja Lengyelországot, ezzel kezdetét veszi a második világháború[2]
- október 11.: Alexander Sachs – akkoriban a Roosevelt adminisztráció New Deal-beli újjáépítési állami szervezetét vezető közgazdász – átadja az Einstein-Szilárd levelet Roosevelt elnöknek. Rossevelt reakciója, hogy megalakítja az Uránium Tanácsadó Testületet[3]
- október 21.: Az Uránium Tanácsadó Testület első, alakuló ülése, Lyman Briggs, a Nemzeti Szabványügyi és Technológiai Intézet vezetőjének elnökletével 6000 dolláros büdzsével, amelyet a neutron kutatások előmozdítására akarnak költeni.[4]

## 1940

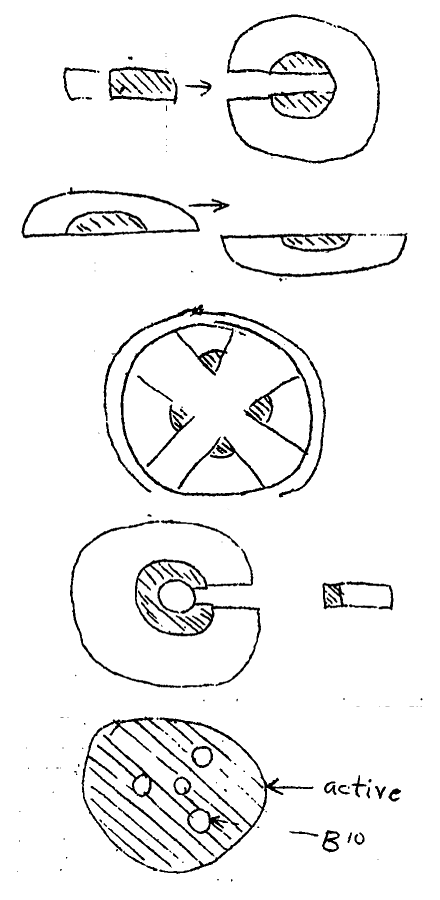
Az első vázlat az atombomba megvalósíthatóságáról és működéséről

- március 2.: John Dunning és csoportja a Columbia Egyetemen igazolja Niels Bohr hipotézisét, hogy az urán-235 lassú neutronok kibocsátásával okozza a maghasadást[5]
- március: Otto Frisch és Rudolf Peierls fizikusok a Birminghami Egyetemről publikálják a Frish-Peierls Közleményt, amelyben közzé teszik azt a kalkulációt, hogy akár egy fél kg (1 font) körüli tömegű dúsított urán is elegendő, hogy működésbe hozzon egy atombombát. A közleményt később eljuttatták Mark Oliphanthoz, a brit nukleáris kutatások akkori vezető tudósához, aki eljuttatta azt Sir Henry Tizardhoz, egy brit kémikushoz, akit olyan kapcsolatok fűzték az Egyesült Államokhoz, hogy végül számos korszakos brit találmány (pl a radartechnikában alapvető magnetron, vagy a Whittle-féle gázturbina) által jutott az Atlanti-óceán túlpartjára.[6]
- április 10.: Nagy-Britanniában megalakul a MAUD bizottság (brit tudósok kutatócsoportja, akik a nukleáris kutatásokra szakosodtak) és megkezdik az atombomba koncepció megvalósíthatóságát.[7]
- május 21.: George Kristiakowsky, a Harvard Egyetem professzora a gázdiffúzió jelenségét javasolja, mint az urán izotópjainak szétválasztására és az urán-235 kinyerésére alkalmas módszert[8]
- június 12.: Roosevelt elnök megalakítja a National Defense Research Committee (NDRC – Nemzeti Védelmi Kutatások Tanácsa) testületet, Vannevar Bush vezetésével, amely egyben magába olvasztja az Uránium Tanácsadó Bizottságot[9]
- szeptember 6.: Vannevar Bush először jelzi, hogy 40 000 dollárt fognak fordítani az uránprojektre[10]
- szeptember: Edgar Sengier a belga-kongói Shinkolobwe bánya igazgatója elrendeli, hogy a kibányászott uránkészlet felét – nagyjából 1050 tonnányit – titokban szállítsanak el New Yorkba, az African Metal Corps-hoz, a Union Miniére csoport amerikai kereskedelmi divíziójához.[11][12]

## 1941

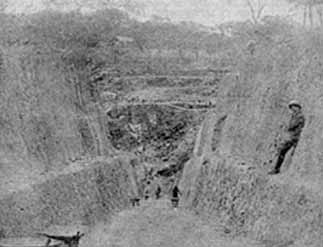
A Shinkolobwe bánya Belga-Kongóban, ahonnan végül a Manhattan terv során felhasznált urán nagyrésze származott

- február 25.: Glenn Seaborg és Arthur Wahl meggyőzően alátámasztott módon bizonyítják az addig csak elméletben megjósolt plutónium fizikai létezését a Kaliforniai Egyetemen (Berkeley)[13]
- május 17.: egy Arthur Compton és az Amerikai Tudományos Akadémia által kiadott jelentés szerint a nukleáris erő katonai alkalmazása előtt kedvező lehetőségek nyílnak[14]
- június 28.: Roosevelt elnök 8807. sz. elnöki rendeletével megalapítja az Office of Scientific Research and Development (OSRD – Tudományos Kutatási és Fejlesztési Iroda) szervezetet, amelynek vezetője szintén Vanevar Bush lesz,[15] egyben a OSRD-be beolvad a korábbi NDRC és annak elődje az Uránium Tanácsadó Testület, amelynek vezetője a nagy szervezeten belül James Conant lesz.[16]
- július 2.: A brit MAUD bizottság megbízza James Chadwicket, hogy írjon egy második (és egyben végső) jelentést egy bomba lehetséges költségeiről és kialakításáról[17]
- július 15.: A MAUD Bizottság kiadja véső, részletes technikai jelentését egy atombomba fejlesztéséről és költségeiről. Erről Vannevar Bushnak is küldenek egy példányt, egyelőre nemhivatalosan, aki nem kezd akcióba a hivatalos irat megérkeztéig[18]
- augusztus: Mark Oliphant az USA-ba utazik és sürgeti a bombafejlesztést az energia előállítás helyett[19]
- augusztus 31.: Winston Churchill lesz az első nemzeti vezető, aki egy nukleáris fegyver programot indít el hazájában, amelynek neve Tube Alloy[20]
- szeptember 3.: A brit hadsereg Főcsoportfőnöksége elfogadja a Tube Alloy-t[21]
- október 3.: Bush megkapja a hivatalos MAUD jelentést[22]
- október 9.: Bush elviszi a MAUD jelentést Roosevelthez, aki elindít egy folyamatot a MAUD megállapítások igazolására. Roosevelt egyben felkéri Bush-t, hogy az fogalmazzon meg egy levelet a brit kormány felé, amely egészen a „legmagasabb helyre” is eljuthat[23]
- december 6.: Bush összehív egy értekezletet, amelynek az a célja, hogy megszervezzen egy gyorsított projektet a kutatásokra, amelyet még mindig Arthur Compton menedzsel. A feladatok kijelölésekor Harold Urey-t, a Chicagoi Egyetem kémia professzorát bízzák meg, hogy fejlessze a gázdiffúziós eljárást és az urándúsítási folyamatokat, miközben Ernest Lawrence, a Berkeley fizikusa megbízást kap az elektromágneses izotópszeparáció módszerének kifejlesztésére, amely végül a calutron berendezés feltalálásához vezet.> [24] Compton a plutónium kérdését visszaadja Bushnak és Conantnak[25][26]
- december 7.:  Japán támadás éri Pearl Harbort, amelynek nyomán az Egyesült Államok és Nagy-Britannia másnap hivatalosan is hadat üzen Japánnak.[27]
- december 11.: Németország és Olaszország egyazon napon üzen hadat az Egyesült Államoknak, amely még aznap viszont hadat üzen a két fasiszta államnak[28][29][30]
- devember 18.: Az OSRD S–1 szekciójának, azaz a speciálisan a nukleáris fejlesztésekkel foglalkozó állami testületnek az első ülése, amelyet immár kizárólag egy atomfegyver kifejlesztésére szántak[31]

## 1942

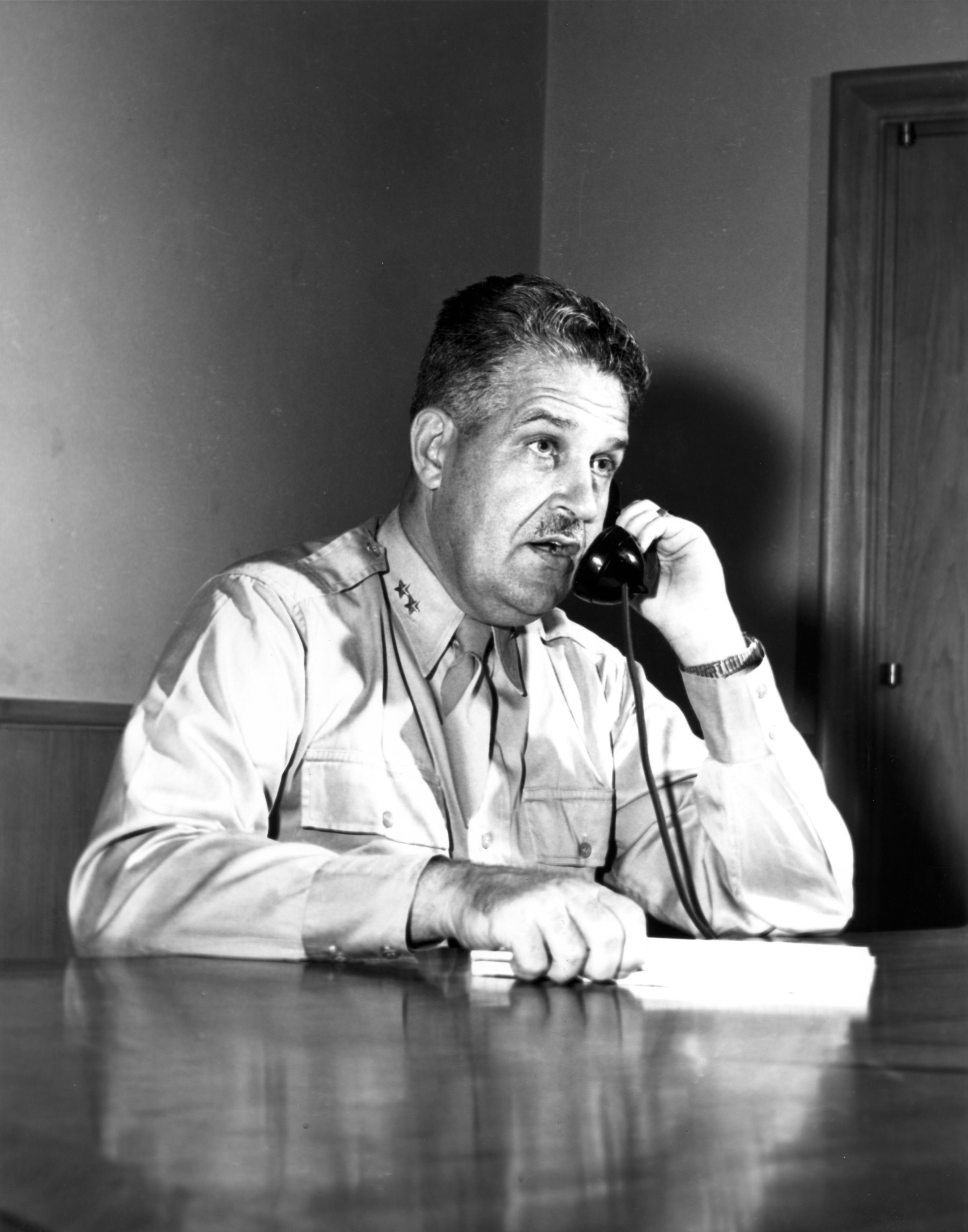
Leslie Groves tábornok, a Manhattan-terv katonai parancsnoka

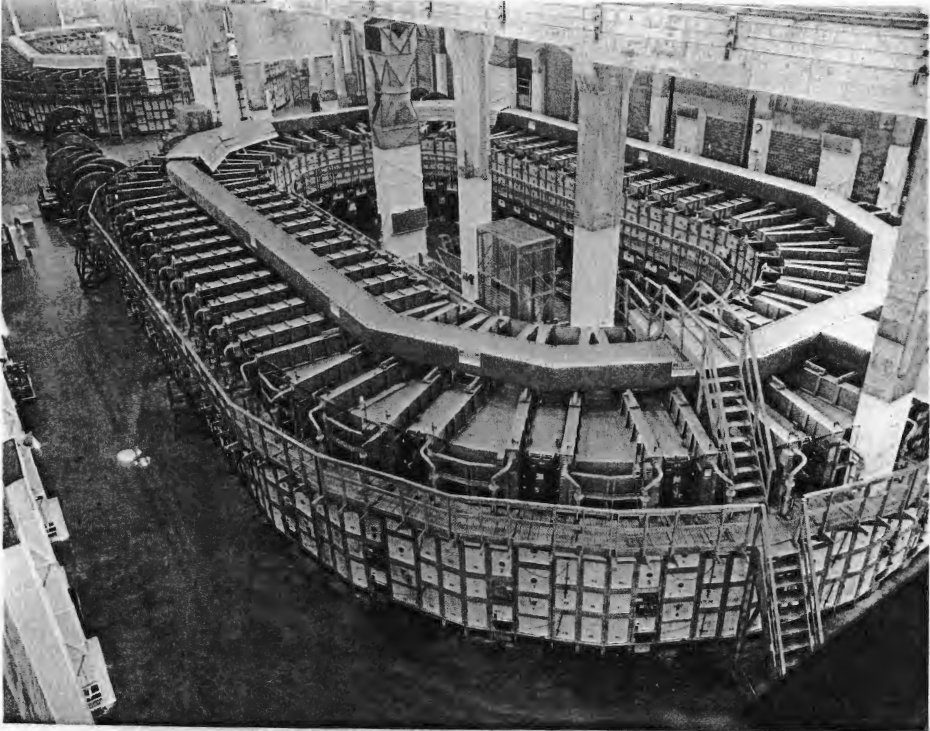
Az oak ridge-i Y–12 üzem, azaz az elektromagnetikus izotópszeparáció egyik berendezése

- január 18.: Roosevelt elnök hivatalosan is beindítja az atombomba fejlesztési projektet[32]
- január 24.: Compton arról dönt, hogy a plutóniummal kapcsolatos munkát a Chicagoi Egyetemen vonja össze[33]
- június 19.: A OSRD S-1 Bizottságán belül megalakul egy vezetői testület Vannevar Bush, James Conant, Arthur Compton, Ernest Lawrence és Harold Urey részvételével[34]
- június 25.: az S-1 Bizottság vezetői testülete kiválasztja a Stone & Webster céget egy tennessee-i helyszínen – amelyet később Oak Ridge-nek keresztelnek – végzendő kivitelezési munkák fővállalkozójaként[35]
- július-szeptember: Robert Oppenheimer egy nyári konferenciasorozatot szervez a Kaliforniai Egyetemen, hogy egy hasadó anyagot használó bomba kialakítását vitassák meg. Ezen alkalomkor Teller Ede egy másik lehetőség, a még nagyobb erejű hidrogénbomba ötletével áll elő.[36]
- július 30.: Sir John Anderson ürgeti Winston Churchill miniszterelnököt, hogy az Egyesült Államokkal közös fejlesztési programban vegyen részt Nagy-Britannia az atombomba létrehozására[37]
- augusztus 13.: Kinevezik James Marshall ezredest egy újonnan alakuló katonai alakulat a Manhattan Katonai Körzet parancsnokává, amely alakulat augusztus 15.-i hatállyal kezdi meg működését a Egyesült Államok Hadserege Műszaki szolgálat keretén belül Eugene Reybold tábornok főparancsnoksága alatt.[38]
- szeptember 17.: Reybold és Wilhelm Styer tábornok leváltja Marshall ezredest és Leslie Groves-t bízza meg a Manhattan Körzet vezetésével[39]
- szeptember 23.: Grovest altábornaggyá léptetik elő és egyben a projekt igazgatója is lesz. Emellett egy Politikai Hadtanács is feláll, benne Bush-sal, (Conanttal, mint helyettesítőjével akadályoztatás esetére), Styer tábornokkal és William Purnel altengernaggyal, amely felügyeli a projektet[40]
- szeptember: Kenneth Nichols alezredes találkozik a Union Miniére igazgatójával, Edgar Sengier-vel annak new yorki irodájában. Nichols (Groves helyettese) azt a feladatot kapja Grovestól, hogy találjon uránércet.[41]
- szeptember 26.: a Manhattan Projekt megkapja az engedélyt a Háborús termelési Tanácstól, hogy a legmagasabb háborús szükségleti prioritás besorolást alkalmazza[42]
- szeptember 29.: Robert Patterson hadügyi államtitkár felhatalmazza a Hadsereg Mérnöki Szolgálatát, hogy elindítsa 23 000 hektár kisajátítását Tennessee-ben, a Site X fedőnevű hadiüzem, a későbbi Clinton Engineer Works számára[43]
- október: 100 tonna, a Sengier-féle belga-kongói bányából származó uránércet indítanak Kanadába, az Eldoradó Bánya és Finomító telepére, Port Hope-ba, hogy feldolgozzák[44]
- október: Az Egyesült Államok Hadserege Műszaki szolgálata egy különleges különítménye érkezik Belga-Kongóba, hogy segítsenek újranyitni a Shinkolobwe bányát az áradásokat követően. A munka kiterjedt az elárasztott tárnákből a víz elvezetésére, a bányagépek helyrehozatalára és az egyéb infrastruktúrák, elsősorban a szállítási kapacitás fejlesztésére.[45]
- október 19.: Groves tábornok kinevezi Robert Oppenheimert a tudományos kutató laboratórium - a később Los Alamosban megvalósult Site Y – igazgatójává.[46]
- november: az első uránoxid szállítmány elhagyja a kongói kikötőt Lobitot (később ezt egy másik kikötőre, Matadira cserélték fel, annak jobb biztonsági feltételei miatt). Összesen csak két szállítmány veszett el a tengeren szállítás közben, de USA segítette Leopoldville és Elizabethville repterének fejlesztését, hogy a szállítások több módon is történhessenek. Emellett az OSS hírszerző szolgálata embereket toborzott, hogy megakadályozza a csempészetet a náci Németország számára[45]
- november 16.: Leslie Groves és Robert Oppenheimer ellátogatnak Los Alamosba, hogy felmérjék a környéket, alkalmas-e a terveikhez és végül kijelölik a leendő tudományos labor, a Site Y helyét[47]
- december 2.: A Chicago Pile–1 (Chicagoi 1-es számú atommáglya) a világ első atomreaktora eléri a láncreakcióhoz szükséges szintet és működésbe lép, Enrico Fermi tervezésében és felügyelete alatt, így ezzel egy hónappal építése után már működőképes, önfenntartó folyamatot produkálva.[48]

## 1943

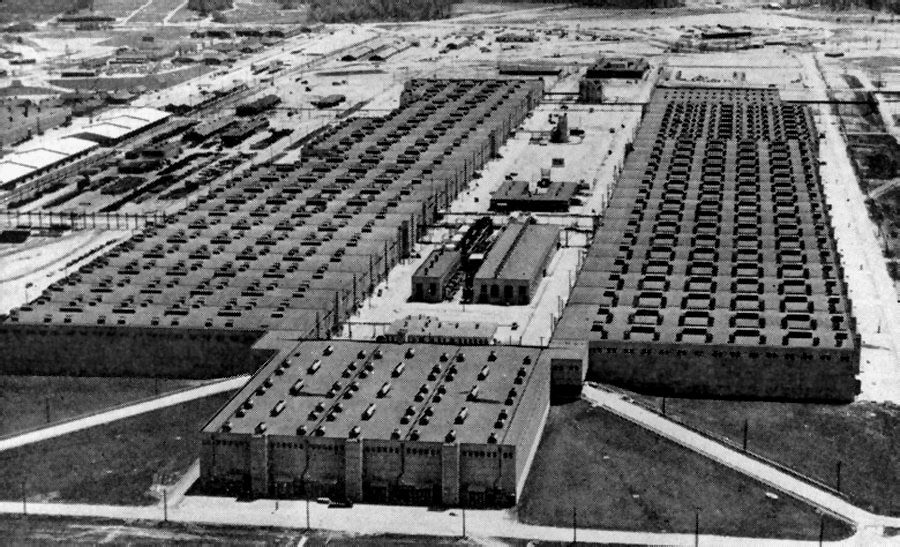
A K–25 üzem, azaz a gázdiffúziós izotópszétválasztási eljárás helyszíne Oak Ridge-ben

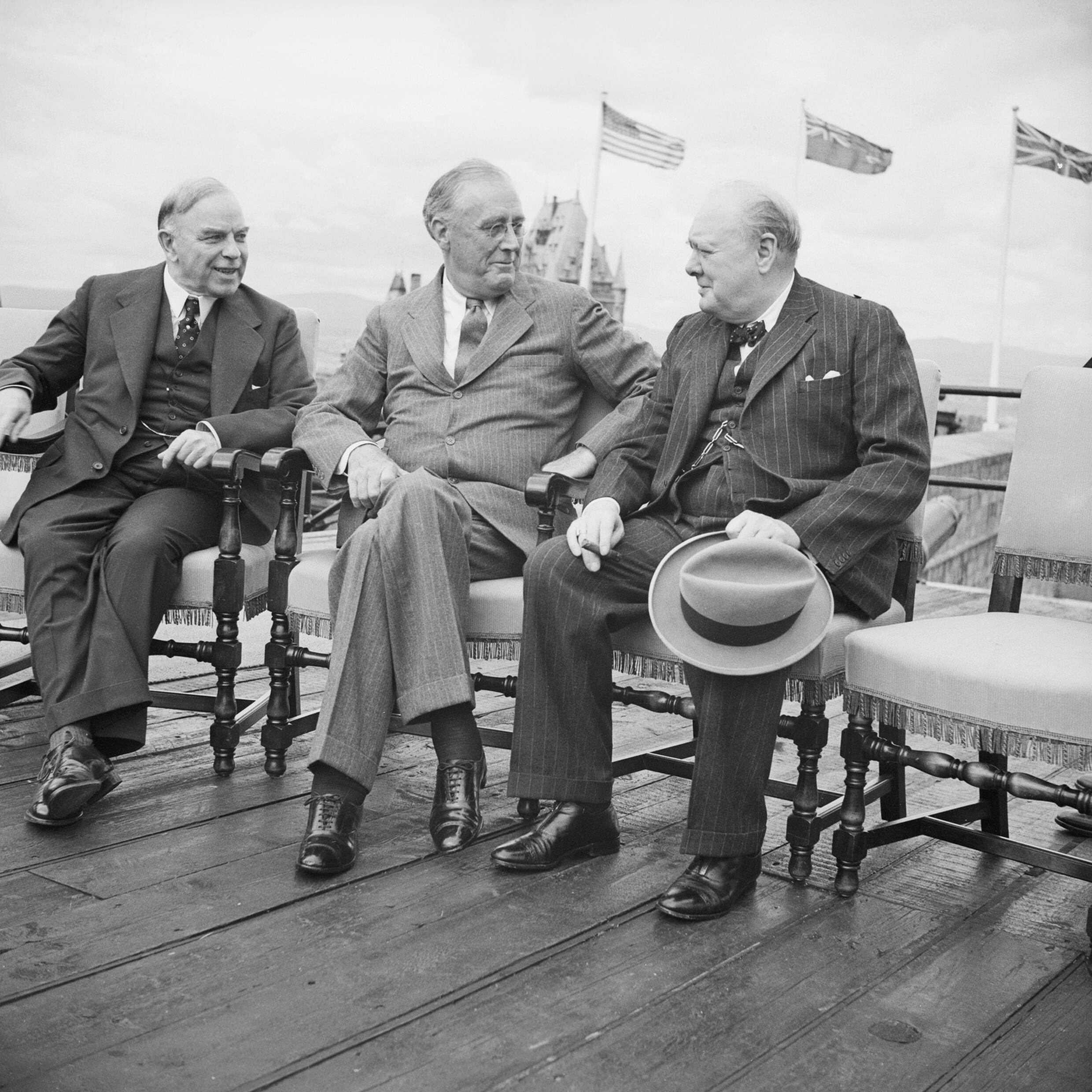
A Quebeci Egyezmény aláírói, Mackenzie King kanadai miniszterelnök, Franklin D. Roosevelt amerikai elnök és Winston Churchill brit miniszterelnök

- január 16.: Groves tábornok kiadja az engedélyt a Hanfordi Telep megvalósítására[49]
- február 9.: Patterson államtitkár felhatalmazást ad 160 000 hektár kisajátítására Hanfordban[50]
- február 18.: Az Y–12 üzem, azaz egy óriási elektromagnetikus szétválasztó és urándúsító üzem építése elkezdődik Oak Ridge-ben[51]
- április 1.: A los alamosi laboratóriumot megalapítják[52]
- április 5-14.: Robert Serber átadja a saját bevezető tanulmányait Los Alamosban, amelyek később a The Los Alamos Primer kiadványban állnak össze és amelyek összegzik a sivatagban folyó munka alapelveit, céljait, amely kiadványt aztán a tudományos közösség „az atombomba születésének intellektuális bábájának” jellemzett.[53]
- április 20.: A Kaliforniai Egyetem (Berkeley) lesz a Los Alamos Laboratory felügyelő intézménye[54]
- 1943 közepe: Az ügyeket addig felügyelő S–1 Bizottság megszűnik, helyét és a civil kontrollt átveszi a Military Policy Committee (Katonai Politikai Bizottság)[55]
- június 2.: Elkezdődik a K-25 üzem, azaz a gázdiffúziós gyártótelep építése Oak Ridge-ben[56]
- július: Roosevelt elnök hadiüzemmé nyilvánítja Los Alamost, a Clinton Engineer Works-öt és a Hanford Works-öt[57][58]
- július 10.: az első plutóniumminta megérkezik Los Alamosba[59]
- augusztus 10.: Megalapítják a Manhattan Katonai Parancsnokság egészségügyi szekcióját, amely csak november 3-án kap vezetőt, Stafford Warren ezredes személyében[60]
- augusztus 13.: Az ágyúcső típusú fegyver első bombavetési tesztje, a Dahlgren Lőtéren, Norman Ramsey parancsnoksága alatt [61]
- augusztus 13.: Kenneth Nichols váltja fel James Marshallt Groves tábornok helyettesi posztján.[62] Első feladataként kapja, hogy a katonai főhadiszállást Manhattanből Oak Ridge-be költöztesse át[63]
- augusztus 19.: Franklin D. Roosevelt és Winston Churchill aláírja Kanadában a Quebeci Egyezményt a nukleáris kooperációről az USA, Anglia és Kanada között, illetve a Tube Alloy program hivatalos beolvadásáról a Manhattan Projektbe.[64]
- szeptember 8.: Az Egyesített Politikai Tanács, azaz a Quebeci Egyezmány által életre hívott döntéshozó és koordináló testület első ülése, amelynek amerikai tagjai Henry Stimson hadügyminiszter, Vannevar Bush és James Conant, brit tagjai Sir John Dill marshall, J. J. Llewellin ezredes és C. D. Howe  kanadai részről[65]
- október 10.: Megkezdődik az első hanfordi reaktor építése a plutóniumgyártáshoz[66]
- november 4.: A kísérleti X–10 grafitmoderátoros reaktor megkezdi önfenntartó működését a láncreakció beindulásával[67]
- december 3.: a brit misszió 15 tudósa, köztük Rudolf Peierls, Franz Simon és Klaus Fuchs megérkezik a virginiai Newport Newsba[68]

## 1944

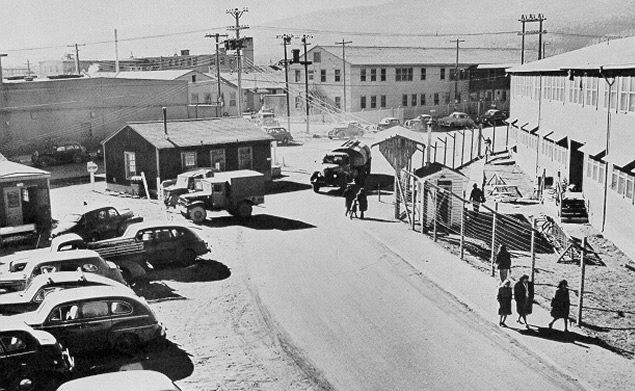
Életkép a Los Alamos Laboratory-ból, az elméleti kutatások és a fegyverfejlesztés központjából

- január 11.: Los Alamosban egy speciális csoport, az Elméleti Divízió alakul meg Teller Ede vezetése alatt, amely az implóziós technikát tanulmányozza[69]
- március 11.: Oak Ridge-ben az ún. Béta-pályák is működésbe lépnek az Y–12 üzemben[70]
- április 5.: Los Alamosban Emilio Segrè, a P–5 (Radioaktív) Labor vezetője fogadja az első, az oak ridge-i reaktor előállított plutoniumot és mindössze 10 nap kell hozzá, hogy megállapítsák az anyag birtokában, hogy a plutónium spontán maghasadási rátája túl magas ahhoz, hogy egy ágyúcső típusú fegyverben alkalmazzák, így a Thin Man nevű bombatervet végül le is kell állítani.[71]
- május 9.: a világ harmadik atomreaktora, a LOPO megkezdi önfenntartó láncreakción alapuló működését Los Alamosban. A vizes homogén reaktor dúsított uránnal működik és a neve (LOPO = low power) arra utal, hogy nem célja az energiatermelés, hanem a fűtőanyag kritikus tömegének meghatározását kutatandó hozták létre[72]
- július 4.: Oppenheimer közzéteszi Segrè eredményeit a los alamosi tudóscsoport számára, akik az ágyúcső típusú plutóniumbombán dolgoznak, hogy munkájuk zsákutca[73]
- július 17.: a „Thin Man” bomba fejlesztésével végleg felhagynak. Helyette egy működő implóziós technika, a Fat Man megvalósítása válik prioritássá, majd ezt követi egy ágyúcső kialakítású uránium bomba, a Little Boy.[74]
- július 20.: Los Alamos szervezeti felépítése is változik és a változás véglegessé válik, az újonnan kijelölt prioritások fényében[75]
- szeptember 2.: a  Philadelphiai Hadihajógyárban, ahol a Haditengerészet hődiffúziós kísérletei zajlanak (amelyeket majd átvesz a Manhattan Project is), egy üzemi balesetben, amelynek során az urándúsító berendezés felrobbant és az erősen korrozív hidrofluor sav és az urán-hexafluorid szétspriccelt, két mérnök halálos sérüléseket szenvedett és Arnold Kramish fizikus és két katona súlyos sérüléseket szenvedett.[76]
- szeptember 22.: az első RaLa teszt (az implóziós bomba kialakításához szükséges teszt, amely egy fémgömb belsejében a befelé ható hullámok viselkedését vizsgálta) radióaktív anyaggal.[77]
- szeptember 26.: Hanfordban megkezdi működését az immár legnagyobb, nem kísérleti atomreaktor, a B-reaktor[78]
- november vége: Samuel Goudsmit, az Alsos Művelet tudományos vezetője a hírszerzési adatokból és a Strasbourgban talált dokumentumokból levonja a következtetést, hogy Németország végül nem ért el alapvető áttörést egy atombomba, vagy nukleáris reaktor megalkotásában és hogy a kísérletek nem is kaptak magas prioritás[79]
- december 14.: a RaLa tesztek egyértelmű bizonyítékot nyújtanak, hogy elérhető az anyag implozióval történő kritikus tömegének előállítás[80]
- december 17.: feláll az 509. Vegyes Repülőezred, Paul Tibbets parancsnoksága alatt, amelynek feladata a bomba hordozása lesz[81]

## 1945

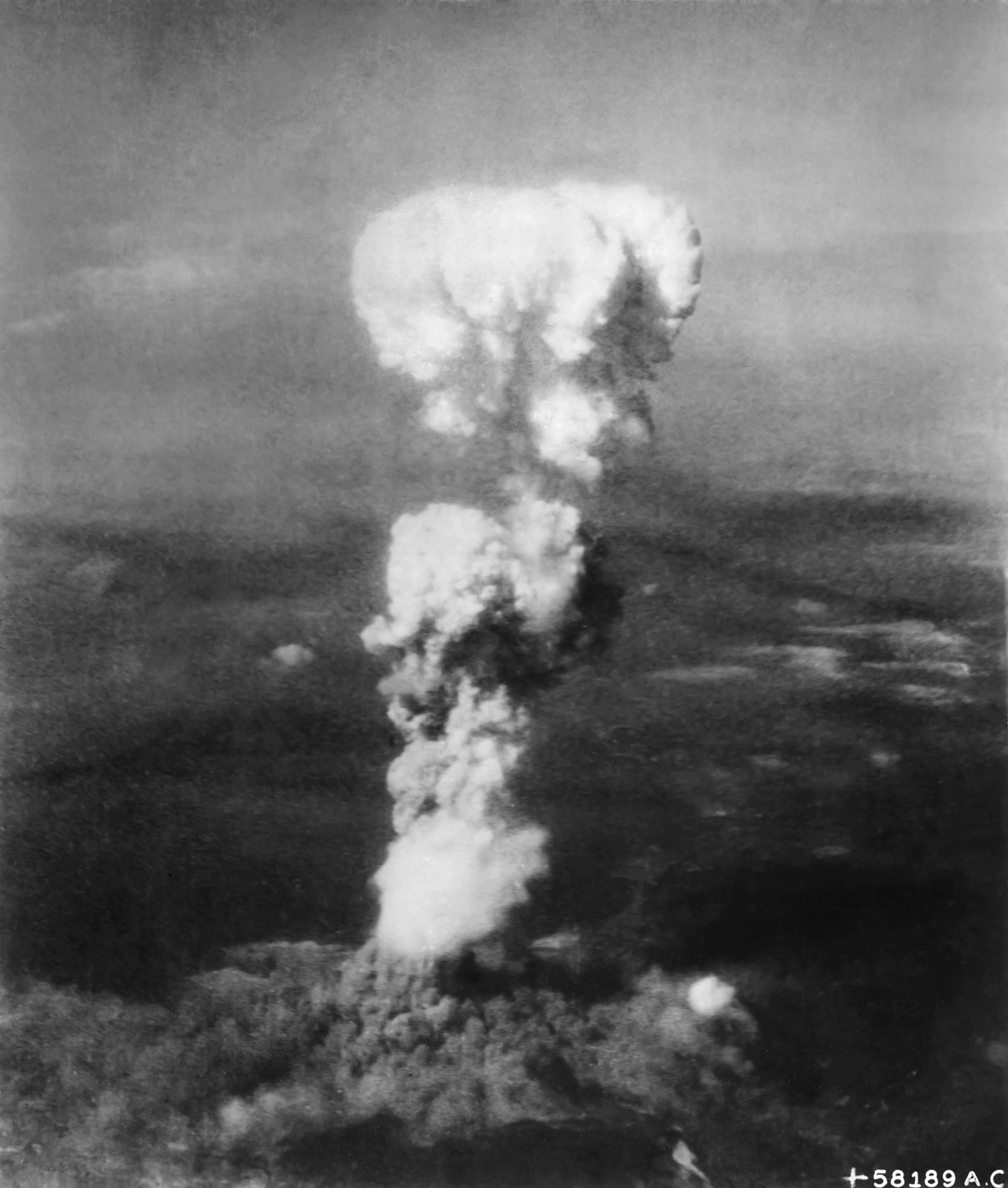
A Little Boy felrobbanása és gombafelhője Hirosima felett

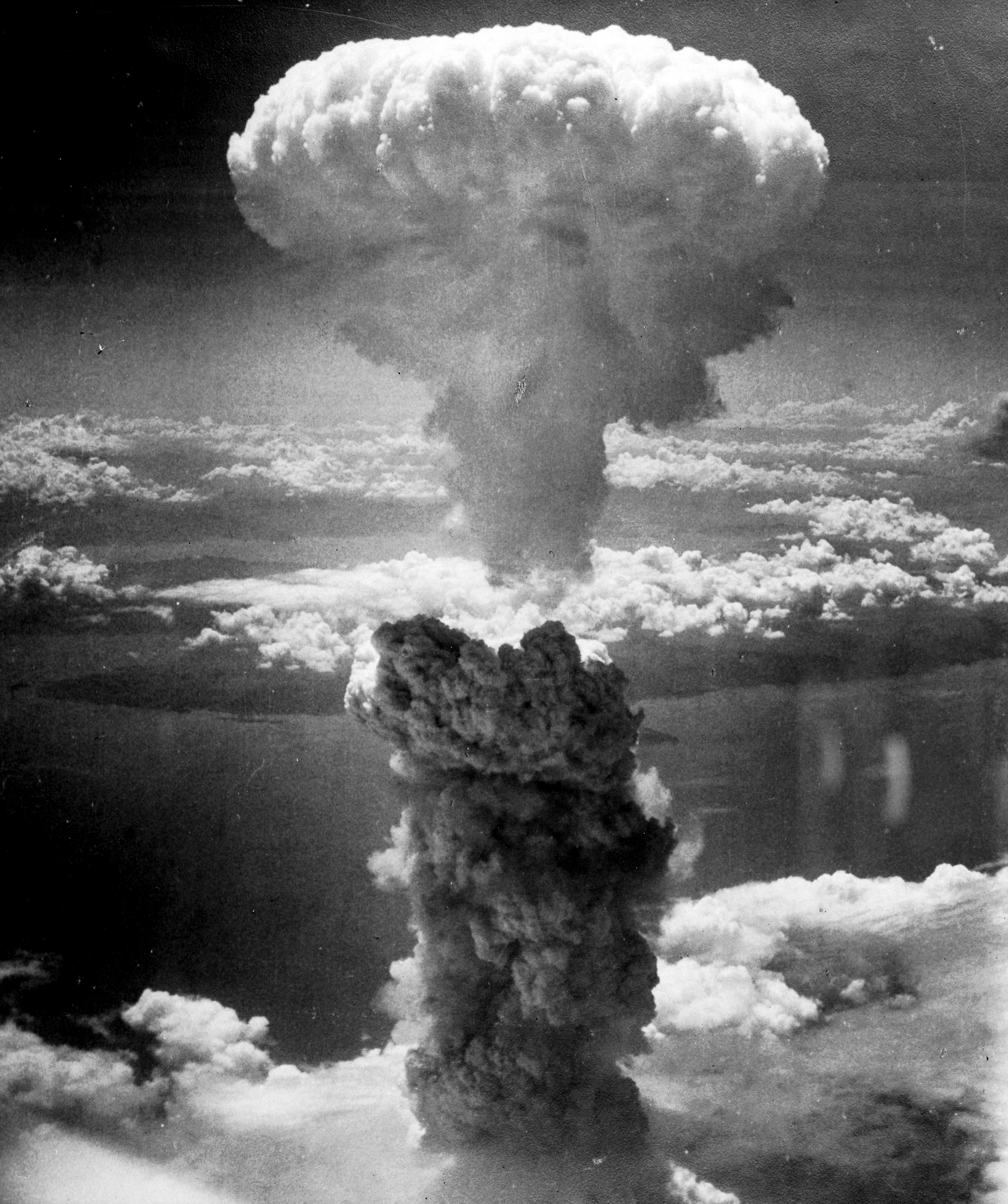
A Fat Man atombomba ledobása után Nagaszaki felett felszálló gombafelhő

- január: Thomas Farell altábornagyot nevezik ki Groves helyettesévé[82]
- január 7.: az első robbanózsinóros detonátorral végzett RaLa teszt[83]
- január 20.: a K–25 üzem első gázszakaszát feltöltik urán-hexafluorid gázzal[84]
- február 2.: az első plutónium szállítmány megérkezik Hanfordból Los Alamosba[85]
- április 22.: az Alsos különítmény elfoglalja Haigerlochban a német kísérleti atomreaktort[86]
- április 27.: a Célpont Kiválasztó Bizottság első ülése[87]
- május 7.: A náci Németország hivatalosan is kapitulál a Szövetséges hatalmak előtt, ezzel Európában véget vetve a háborúnak[88] 
 az új-mexikói Alamogordoban elvégzik az ún. 100 tonnás tesztet, amelyben kb. 100 tonna TNT-t robbantanak fel, hogy kalibrálják az első atombomba teszthez a műszereket.[89]
- május 10.: a Célpont Kiválasztó Bizottság második ülése[90]
- május 28.: a harmadik ülés, amely véglegesíti a lehetséges atombomba célpontok listáját: Kokura, Hirosima, Niigata, Kiotó[91]
- május 30.: Stimson hadügyminiszter törölteti Kiotót a célpont listáról, a helyére Nagaszaki kerül[92]
- június 11.: a Chicagoi Egyetem Metallurgiai Laboratóriumában a James Franck köré szerveződő tudósok kiadják a Franck Jelentést, amely demonstrál a bomba civil célpontok elleni bevetése ellen[93]
- július 16.: végrehajtják a világ első nukleáris robbantását Alamogordoban, a Trinity teszt keretében, egy implóziós plutóniumbombával, amelyet a tudósok „A Kütyü” névre kereszteltek,[94] miközben az USS Indianapolis kifut San Franciscoból Tinian felé, fedélzetén a Little Boy atombomba alkatrészeivel[95]
- július 19.: Oppenheimer azzal a javaslattal áll elő Groves felé, hogy ejtsék az ágyúcső kialakítás további fejlesztését, helyette az urán-235-öt használják kompozit magban (természetesen az ilyen kialakítású Little Boy felhasználását nem leállítva ezzel)[96]
- július 24.: Harry Truman amerikai elnök felfedi Joszif Sztálin szovjet pártfőtitkár előtt, hogy az USA immár rendelkezik atomfegyverrel. Sztálin nem igazán lepődik meg, kémein keresztül már tud az ügyről[97]
- július 25.: Carl Spaatz tábornok elrendeli valamelyik célpont, Hirosima, Kokura, Niigata, vagy Nagaszaki mihamarabbi bombázását, amint az időjárás (elsősorban a felhőtakaró) lehetővé teszi ezt, valamikor az előrejelzések szerint augusztus 3. után[98]
- július 26.: Kiadják a Potsdami Nyilatkozatot, amely „azonnali és végleges rombolással” fenyegetve meg Japánt, nem említve az atombombát, mint eszközt[99]
- augusztus 6.: Az Enola Gay névre keresztelt B–29 Superfortress bombázógép ledobja a Little Boy atombombát Hirosimára[100]
- augusztus 9.: A Bockscar nevű B–29 ledobja a Fat Man atombombát Nagaszakira (amely másodlagos célpont volt Kokura után, amelyet vastag felhőtakaró fedett a bombázás napján)[101]
- augusztus 12.: kiadják a Smyth-jelentést a közvélemény számára, amely először írja le az atombomba kifejlesztésének technikai történetét[102]
- augusztus 13.: Groves saját felelősségére visszatartja egy harmadik bomba leszállítását, mivel sem felettesét, Marshall tábornokot, sem Stimson hadügyminisztert nem éri el, mondván „szörnyű hiba lenne a tengerentúlra küldeni egy újabb atombomba alkatrészeit”,[103] pedig egy Fat Man bomba még készen áll elegendő urán-235-tel, bár egy Little Boy típusúra még decemberig várni kell[104]
- augusztus 14.: Japán feltétel nélkül megadja magát a Szövetséges hatalmaknak[105]
- augusztus 21.: Harry Daghlian fizikus halálos dózis (510 rem) sugárzást szenved el egy véletlen nukleáris balesetben, amikor véletlenül volfrám-karbid téglát ejt egy plutónium bomba magjára. Szeptember 15-én meg is hal[106]
- szeptember 4.: a Manhattan Katonai Parancsnokság elrendeli az S–50 és az Y-12 üzemek leállítását[107]
- szeptember 8.: a Manhattan Katonai Parancsnokság felmérő különítménye, Farell tábornok vezetésével Nagaszakiba érkezik[108]
- szeptember 17.: Stafford Warren ezredes vezetésével újabb felmérő csoport érkezik Nagaszakiba[109]
- szeptember 22.: az utolsó Alfa pálya befejezi a működését Oak Ridge-ben[110]
- október 16.: Oppenheimer lemond a Los Alamos Laboratory igazgatói posztjáról és visszatér Berkeleybe, helyét Norris Bradburry veszi át.[111] illetve Groves tábornok átadja a projekt beszállítóinak az Army-Navy E Medal kitüntetéseket.

## 1946

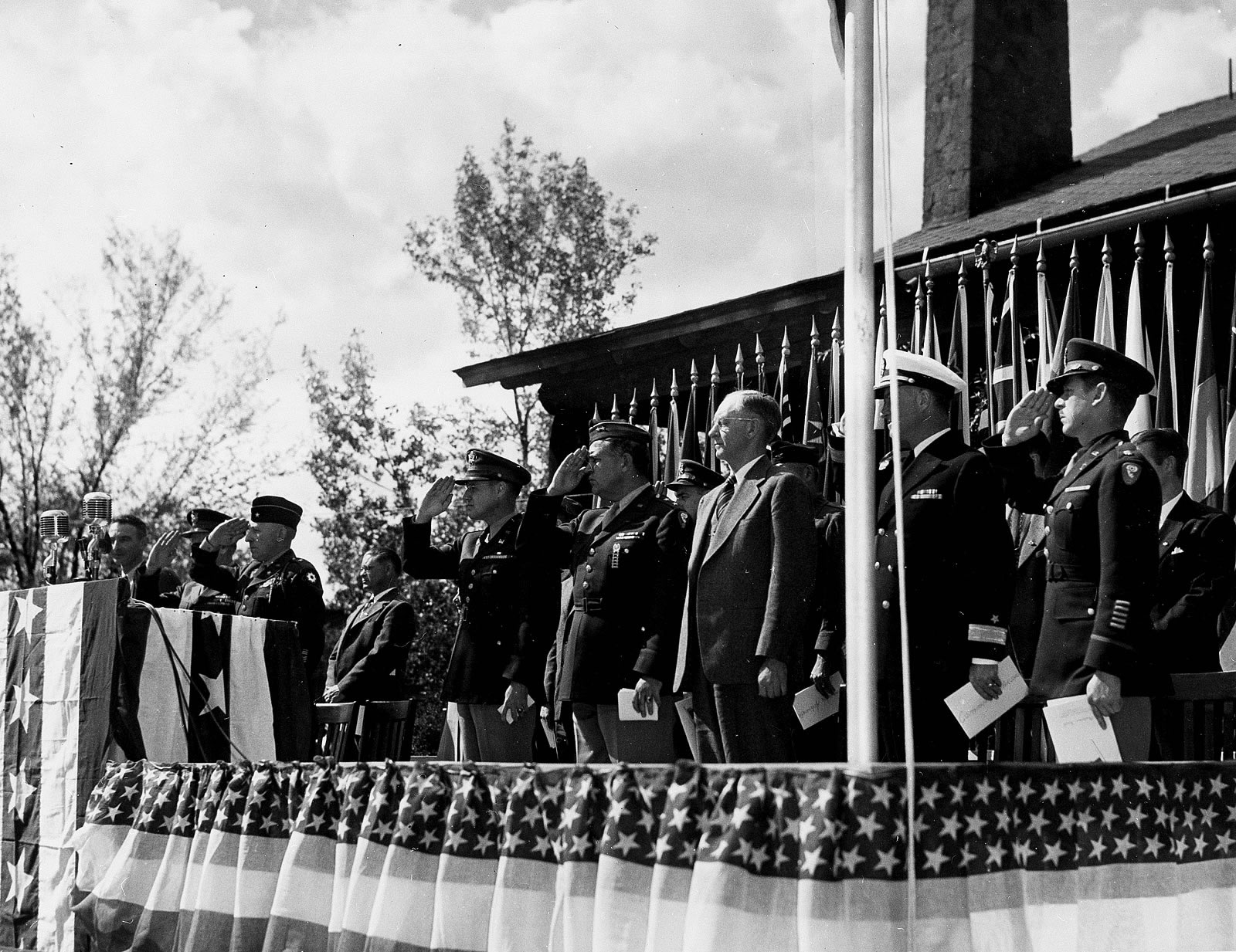
Kitüntetések átadása a program sikerét követően

- február: egy Iván Guzsenko vezette szovjet kémhálózat kanadai leleplezése nyilvánosságra kerül és atomkém hisztériát kelt a sajtóban, arra sarkallva az Amerikai Kongresszust, hogy a háború utáni atomügyekkel kapcsolatos szabályozásról tárgyaljon és a korábbinál konzervatívabb irányba terelje[112]
- március 5.: Robert Oppenheimert és más, a Manhattan tervben kiemelt munkát végző személyt Harry Truman Medal of Merit kitüntetésben részesíti[113]
- május 21.: Louis Slotin fizikus halálos dózis sugárzást (2100 rem) szenved, amikor egy kísérlet során a plutónium mellett neutron reflektorként ellhelyezett berillium félgömb közül kicsúszott a csavarhízó, amellyel addig kitámasztották azokat[114]
- július 1.: Az Able kísérlet a Bikini-atollon a Crossroads hadművelet keretében, amelyekkel az atomfegyver hadihajókra gyakorolt hatását kutatták[115]
- július 25.: A víz alatti Baker kísérlet Bikinin[116]
- augusztus 1.: Truman elnök aláírja az 1946-os Atomenergia törvényt, amellyel az atomenergia háború utáni ellenőrzésének kérdését rendezte[117]

## 1947
- január 1.: Az 1946-os Atomenergia törvény hatályba lép és a Manhattan Project hivatalosan is átkerül (beolvad) az újonnan felállt Egyesült Államok Atomenergia Bizottságába[118]
- augusztus 15.: a Manhattan Project hivatalosan és végleg megszűnik[119]